# جيم دبليو. براون
جيم دبليو. براون (بالإنجليزية: Jim Brown)‏ هو لاعب كرة قدم أسترالية أسترالي، ولد في 18 أكتوبر 1926، وتوفي في 8 أبريل 2014.

## وصلات خارجية
- جيم دبليو. براون على موقع AustralianFootball.com (الإنجليزية)
- جيم دبليو. براون على موقع AFLtables.com (الإنجليزية)